# Duidaträdklättrare
Duidaträdklättrare (Lepidocolaptes duidae) är en fågel i familjen ugnfåglar inom ordningen tättingar.

## Utbredning och systematik
Arten förekommer i nordvästra Amazonområdet, från Venezuela till Brasilien (väster om Rio Branco och Rio Negro och västerut till Colombia, Ecuador och Peru norr om Amazonfloden. Vissa behandlar den som underart till streckig trädklättrare (Lepidocolaptes albolineatus).

## Status
IUCN kategoriserar den som livskraftig.